# Gentlemannakriget

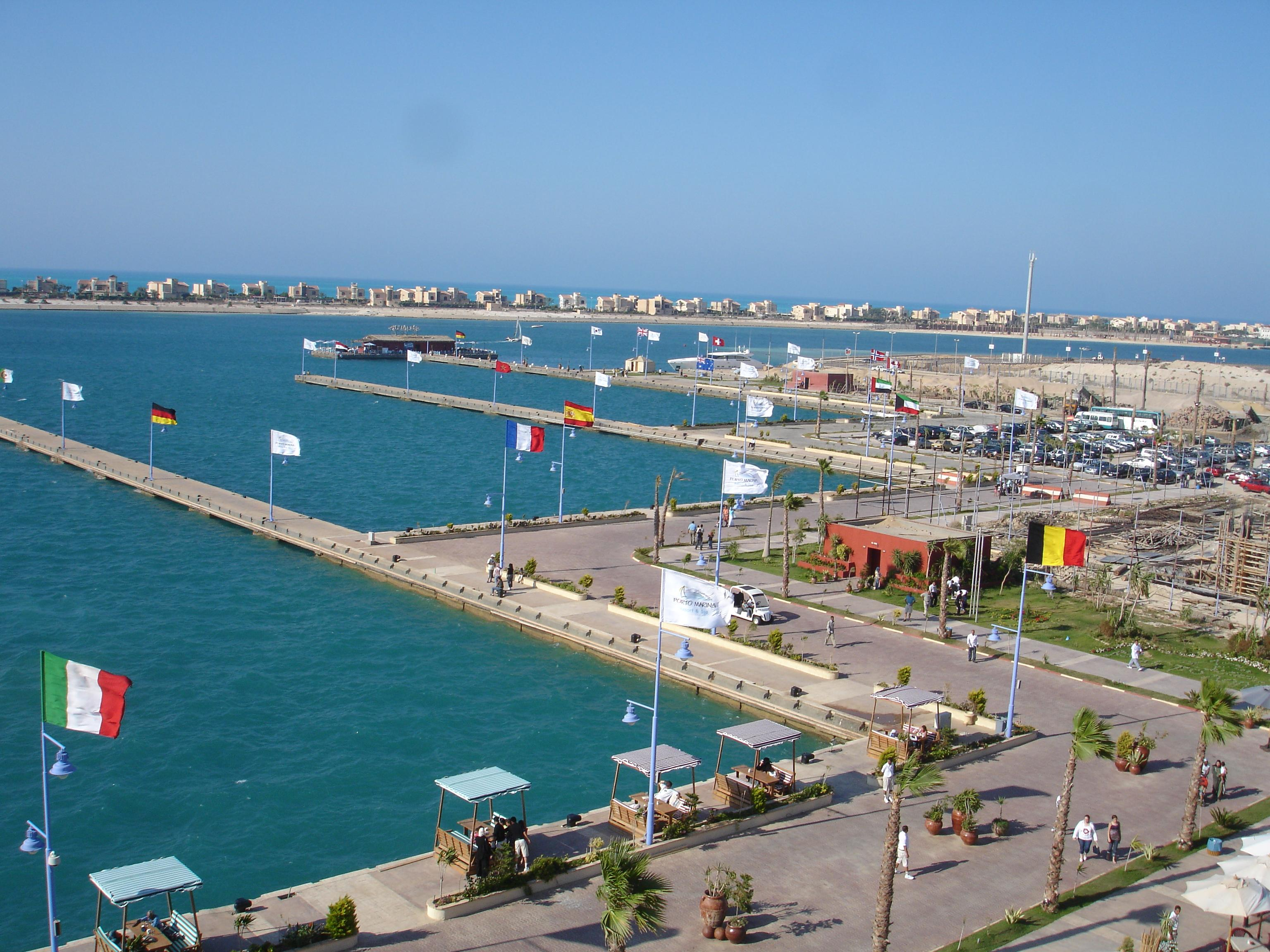
Hamnen i El Alamein

Gentlemannakriget är en svensk dokumentärfilm från 1989 i regi av Kristian Petri och Björn Cederberg.
Filmen skildrar den sammankomst av krigsveteraner från England, Italien och Tyskland som äger rum årligen den 24 oktober i El-Alamein i Egypten. Orsaken till sammankomsten är att fira Slaget vid el-Alamein 1942 som innebar en avgörande vändpunkt i Andra världskriget.
Filmpremiären ägde rum den 19 november 1989 på Bio Victor i Stockholm.

### Fotnoter
1. 1 2 3  ”Gentlemannakriget”. Svensk Filmdatabas. http://www.sfi.se/sv/svensk-filmdatabas/Item/?itemid=38586&type=MOVIE&iv=Basic&ref=/templates/SwedishFilmSearchResult.aspx?id%3d1225%26epslanguage%3dsv%26searchword%3dGentlemannakriget%26type%3dMovieTitle%26match%3dBegin%26page%3d1%26prom%3dFalse. Läst 22 maj 2013.